# Peter Pulay
Peter Pulay (* 20. September 1941 in Veszprém) ist ein ungarisch-US-amerikanischer theoretischer Chemiker.
Pulay studierte an der Eötvös-Universität in Budapest mit dem Diplom 1963 und wurde 1970 an der Universität Stuttgart promoviert. Danach forschte er an der Ungarischen Akademie der Wissenschaften. 1977 bis 1980 war er Dozent an der Eötvös Universität. Er war 1976 Gastprofessor an der University of Texas at Austin und in Berkeley und nochmals 1980 Gastprofessor in Austin, wo er 1981/82 als Research Associate blieb. 1982 wurde er Professor an der University of Arkansas in Fayetteville, ab 1983 als Roger B. Bost Distinguished Professor.
2017 erhielt er den American Chemical Society Award in Theoretical Chemistry. Er ist Mitglied der International Academy of Quantum Molecular Science und erhielt 1982 deren Medaille. Außerdem ist er Mitglied der Ungarischen Akademie der Wissenschaften, deren Preis er 1979 erhielt. 1996 erhielt er den Humboldt-Forschungspreis. Er ist Ehrendoktor der Eötvös-Universität Budapest (2001) und Fellow der American Association for the Advancement of Science.
Von ihm stammt die Gradientenmethode in der Quantenchemie, die ab initio Berechnungen der Geometrie von Molekülen ermöglichte (aber auch NMR-Verschiebungen und anderes). Von ihm stammt im Wesentlichen das PQS-Programm in der Quantenchemie (vertrieben von Parallel Quantum Solutions). Dessen Ursprünge gehen bis in die 1960er Jahre zurück.
Pulay und S. Saebo führten in den 1980er Jahren den ersten konsequent lokalen Ansatz in der Berechnung der Elektronenkorrelation ein. Sie beruhte auf der Methode der Self consistent electron pair (SCEP) und nicht orthogonalen projizierten Atomorbitalen. Das wurde von Martin Schütz und anderen ausgebaut.

## Schriften (Auswahl)
- Ab initio Calculation of Force Constants and Equilibrium  Geometries,  Mol.  Phys. 17, 197 (1969), wieder abgedruckt in: Landmark papers in Molecular Physics, Mol. Phys. 100, 57 (2002).
- mit G. Fogarasi, F. Pang, J. E. Boggs: Systematic ab initio Gradient Calculation of Molecular Geometries, Force Constants and Dipole Moment Derivatives, J. Amer. Chem. Soc. 101, 2550 (1979).
- Convergence Acceleration in Iterative Sequences: The Case of SCF Iteration, Chem. Phys. Lett. 73, 393 (1980). (“DIIS”)
- mit G. Fogarasi and J. E. Boggs, The Force Field of Benzene, J. Chem. Phys. 74, 3999 (1981).
- Second and Third Derivatives of Variational Energy Expressions: Application to Multiconfigurational SCF Wavefunctions, J. Chem. Phys. 78, 5043 (1983).
- mit G. Fogarasi, G. Pongor, J. E. Boggs, A. Vargha: Combination of Theoretical ab initio ands Experimental Information to Obtain Reliable Harmonic Force Constants. Scaled Quantum Mechanical (SQM) Force Fields for Glyoxal, Acrolein, Butadiene, Formaldehyde, and Ethylene, J. Amer. Chem. Soc. 105, 7037 (1983).
- mit S. Saebo: The Local Correlation Treatment, J. Chem. Phys. 88, 1884 (1988).
- mit  K. Wolinski: Generalized Moller-Plesset Perturbation Theory: Second Order Results for Two-Configuration, Open-shell Excited singlet, and doublet Wavefunctions, J. Chem. Phys. 90, 3647 (1989).
- mit Josep M. Bofill: The Unrestricted Natural Orbital-Complete Active Space (UNO-CAS) method: An inexpensive Alternative to the CAS-SCF method, J. Chem. Phys.90, 3637 (1989).
- mit K. Wolinski, J. F. Hinton: Efficient Implementation of the Gauge-Independent Atomic Orbital Method for NMR Chemical Shift Calculations, J. Am. Chem. Soc. 112, 8251 (1990)
- mit G. Fogarasi, Geometry Optimization in Redundant Internal Coordinates, J. Chem. Phys. 96, 2856 (1992).
- mit P. M. Kozlowski, A. A. Jarzecki: Vibrational Assignment and Definitive Harmonic Force Field for Porphine.1. Scaled Quantum Mechanical Resulats and Comparison with empirical Force Fields, J. Phys. Chem 100, 7007 (1996).
- mit M. Shirel: Stability of Novel Oxo- and Chloro-Substituted Trioxanes, J. Am. Chem. Soc. 121, 8544 (1999).
- mit B. Paizs, J. Baker, S. Suhai: Geometry Optimization of Large Biomolecules in Redundant Internal Coordinates, J. Chem. Phys. 113, 6566 (2000).
- mit S. Saebo and K. Wolinski: Efficient Calculation of Canonical MP2 Energies, Chem. Phys. Lett. 344, 543 (2001).
- mit L. Füsti-Molnár: The Fourier Transform Coulomb Method: Efficient and Accurate Calculation of the Coulomb Operator in a Gaussian Basis, J. Chem. Phys., 117, 7827 (2002).
- mit K. Wolinski: Second-Order Møller-Plesset Calculations with Dual Basis Sets, J. Chem. Phys., 118, 9497–9503 (2003).
- mit G. Fogarasi: Fock Matrix Dynamics, Chem. Phys. Lett. 386, 272 (2004).
- mit M. Malagoli and J. Baker: Accuracy and Efficiency of Atomic Basis Set Methods versus Plane Wave Calculations with Ultrasoft Pseudopotentials for DNA Base Molecules, J. Comput. Chem. 26, 599 (2005).
- mit T. Janowski: High accuracy benchmark calculations on the benzene dimer potential energy surface, Chem. Phys. Lett.,  447, 27–32 (2007),
- mit T. Janowski: An efficient parallel implementation of the CCSD external exchange operator and the perturbative triples (T) energy Calculation, J. Chem. Theor. Comp., 2008, 4, 1585–1592.